# تشارلي بروير
تشارلي بروير (بالإنجليزية: Charley Brewer)‏ هو لاعب كرة قدم أمريكية أمريكي، ولد في 8 مارس 1873 في هونولولو في الولايات المتحدة، وتوفي في 13 يونيو 1958 في والثام في الولايات المتحدة.